# Мабуи
Мабуи (лат. Mabuya) — род ящериц из подсемейства Mabuyinae семейства сцинковых.
Длина тела до 22 см. Конечности хорошо развиты. Тело обычно коричневое со светлыми продольными полосами и тёмными пятнами, у некоторых тропических видов — с металлическим блеском.
Мабуи подвижны, многие виды хорошо лазают по скалам, деревьям и кустарникам.
Питаются мелкими беспозвоночными.

## Систематика
Род относится к подсемейству Mabuyinae, которое некоторыми герпетологами рассматривается как самостоятельное семейство. Ранее он включал более 150 видов из Нового света, Африки, Азии и островов Индийского Океана, но в ходе ревизии был разделён на несколько родов, из которых наиболее крупными стали Trachylepis (более 80 видов) и Eutropis (более 40), в то время как в роде Mabuya остались лишь несколько видов из Вест-Индии.
По данным Reptile Database на май 2025 года насчитывается 12 видов:
- Mabuya altamazonica Miralles, Barrio-Amoros, Rivas, Chaparro-Auza, 2006
- Mabuya bistriata (Spix, 1825)
- Mabuya cochonae Hedges & Conn, 2012
- Mabuya desiradae Hedges & Conn, 2012
- Mabuya dominicana Garman, 1887
- Mabuya grandisterrae Hedges & Conn, 2012
- Mabuya guadeloupae Hedges & Conn, 2012
- Mabuya hispaniolae Hedges & Conn, 2012
- Mabuya mabouya (Bonnaterre, 1789 — обыкновенная мабуя[1]
- Mabuya montserratae Hedges & Conn, 2012
- Mabuya parviterrae Hedges, Lorvelec, Barré, Berchel, Combot, Vidal & Pavis, 2016
- Mabuya yasuniensis Torres-Carvajal, Sandoval & Paucar, 2024

## Размножение
Большинство видов — яйцеживородящие, но некоторые откладывают яйца.